# Villers-au-Tertre Communal Cemetery
Villers-au-Tertre Communal Cemetery is een Britse militaire begraafplaats gelegen in de Franse plaats Villers-au-Tertre (Noorderdepartement). De begraafplaats wordt onderhouden door de Commonwealth War Graves Commission.
De begraafplaats telt een Brits graf uit de Eerste Wereldoorlog.